# Weinsberg
Weinsberg (pronunciación en alemán: /ˈvaɪ̯nsˌbɛʁk/ⓘ) es una ciudad ubicada en el estado alemán de Baden-Wurtemberg. Posee una población de cerca de 12.000 habitantes. La ciudad se encuentra en el valle del río Sulm en la parte noreste del estado. La ciudad tiene un castillo reconvertido en cárcel, donde han sucedido muchos presuntos fenómenos paranormales y que supuestamente la morada está encantada.
|           |
| Weinsberg |